# Planeta Eskoria
A Planeta Eskoria a spanyol Ska-P negyedik albuma 2000-ből.

## Számok
1. Planeta Eskoria
2. Vergüenza
3. Como me pongo
4. El autentico
5. Naval Xixón
6. La mosca cojonera
7. Eres un@ más
8. Derecho de admisión
9. A la mierda
10. ETTs
11. Lucrecia
12. Tío Sam
13. Violencia Machista
14. Mestizaje